# Prorella remorata
Prorella remorata är en fjärilsart som beskrevs av Grossbeck 1907. Prorella remorata ingår i släktet Prorella och familjen mätare. Inga underarter finns listade i Catalogue of Life.